# Storia di Gibuti
Le popolazioni dell'attuale Repubblica di Gibuti ebbero, fino alla seconda metà del XIX secolo, un'evoluzione storica e politica del tutto simile a quella dei vicini popoli somali.

## Dalle origini al periodo coloniale
Originarie delle stesse tribù di pastori nomadi semito-camiti (detti Cusciti), provenienti dalla regione di Harar, le popolazioni che si insediarono nella zona costiera del golfo di Tadjoura si suddivisero in due gruppi etnici principali: i Dancali, a cui appartengono gli Afar, stabilitisi nelle regioni settentrionali, e i Somali, di cui fanno parte gli Issa, insediatisi nella parte meridionale. Dopo aver subito per molti secoli la dominazione araba e ottomana, con la conseguente diffusione della religione islamica, a partire dal 1882 i territori abitati dagli Afar e dagli Issa vennero posti sotto protettorato dalla Francia, interessata al controllo del Mar Rosso e preoccupata dall'intensificarsi della presenza inglese e italiana nel golfo di Aden e lungo le coste dell'Africa orientale. Nel 1889 Sagallo, una piccola località dell'attuale Gibuti, fu teatro del primo ed unico tentativo russo di colonizzazione dell'Africa, fallito dopo poco più di un solo mese.

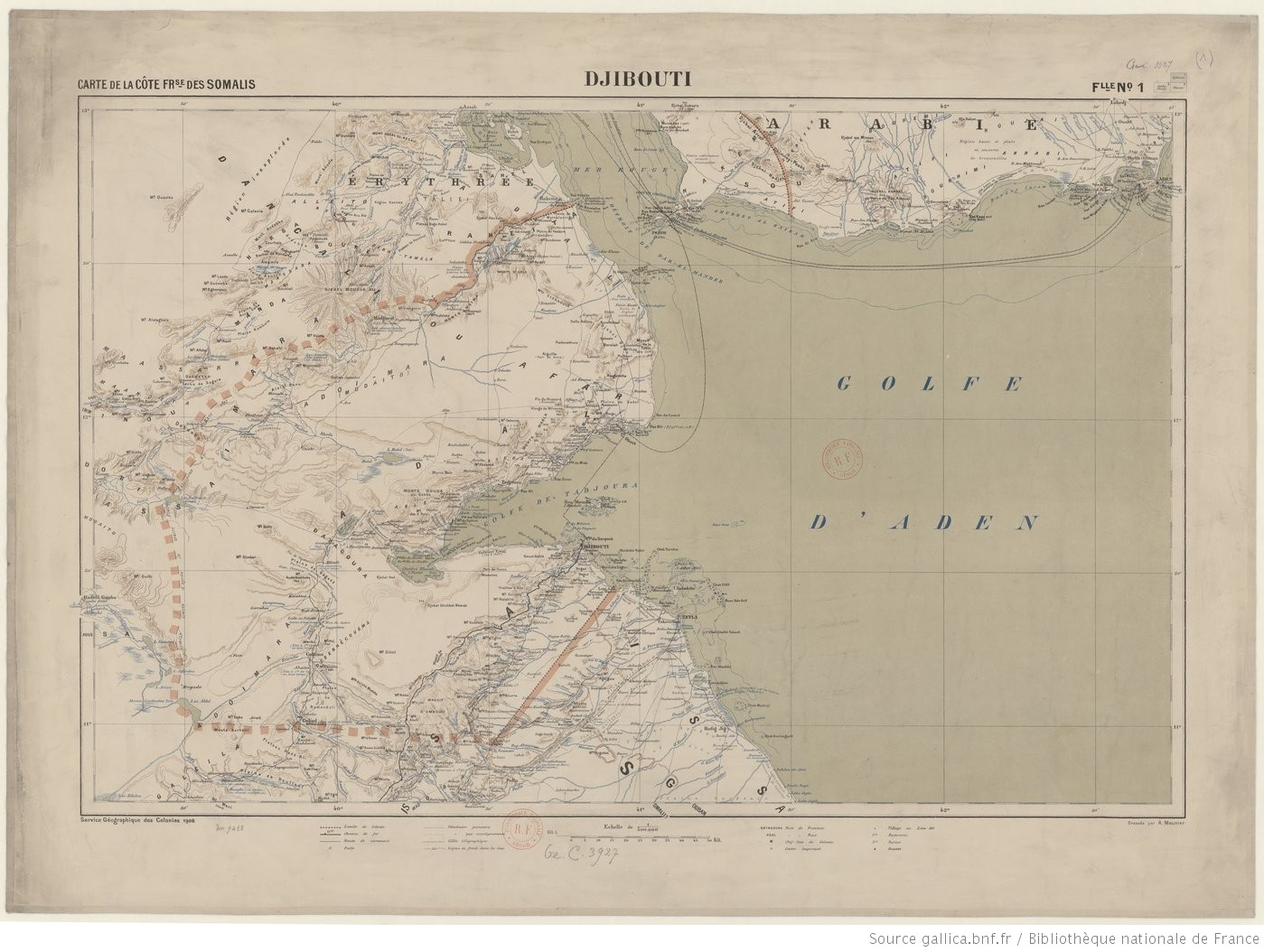
Carta geografica del 1870 raffigurante Gibuti, parte della Somalia Francese

Nel 1917, l'importanza strategica della regione, denominata Costa francese dei Somali, venne accresciuta dal completamento della linea ferroviaria Gibuti-Addis Abeba, che assicurò alla colonia francese la maggior parte del traffico commerciale dell'impero etiopico. Dopo la seconda guerra mondiale la regione mantenne lo status di possedimento francese; decisione ribadita dal referendum del 1958. Le prime richieste di autonomia e le prime difficoltà nei rapporti tra i due gruppi etnici predominanti si verificarono dopo il raggiungimento dell'indipendenza da parte della Somalia nel 1960. Gli Afar, numericamente minoritari, ma favoriti dall'amministrazione francese, auspicavano il perdurare del legame con la Francia, mentre gli Issa rivendicavano una forma di associazione con la Repubblica somala. In occasione della visita del generale de Gaulle, nell'agosto 1966, scoppiarono i primi gravi incidenti tra le due comunità; i disordini si ripeterono l'anno successivo in conseguenza del referendum del 19 marzo, con cui venne approvato il mantenimento dell'associazione con la Francia pur con ampie forme di autonomia. Successivamente la Somalia francese, che dal 1967 aveva assunto il nome di Territorio Francese degli Afar e Issa, venne retta da governi di coalizione con una presenza maggioritaria dei partiti rappresentativi degli Afar e una minoritaria degli Issa.

## L'indipendenza (1977)
L'8 maggio 1977, grazie alla formazione di un movimento politico unitario a sostegno dell'indipendenza, la Ligue Populaire Africaine pour l'Indépendance (LPAI), ebbe luogo un nuovo referendum, il cui esito positivo portò alla nascita della Repubblica di Gibuti il 22 giugno 1977. La carica di capo dello Stato venne assunta da Hassan Gouled Aptidon, uno tra i più aurorevoli esponenti della comunità Issa e leader dell'LPAI, mentre primo ministro venne nominato Ahmed Dini, il maggiore rappresentante politico degli Afar. La collaborazione tra i due uomini politici ebbe fine già nell'estate del 1977 a causa di un grave attentato che provocò morti e feriti tra gli abitanti Issa della capitale. Gouled ne approfittò per attaccare Dini e i suoi sostenitori, affidando la guida dell'esecutivo a un altro leader degli Afar, Barkat Gurad Hamadou. Nel 1979 sciolse l'LPAI, dando vita a un nuovo partito politico sotto il suo diretto controllo, il Rassemblement Populaire pour le Progrès (RPP), e nel 1981, dopo aver vinto le prime elezioni presidenziali, riformò la Costituzione in senso monopartitico, dichiarando l'RPP «l'unica organizzazione politica legalmente riconosciuta».

## La guerra civile
Alla fine degli anni Ottanta, una serie di attentati terroristici e di scontri interetnici pose nuovamente al centro dell'attenzione il grave problema della convivenza tra gli Afar, che chiedevano il ritorno al pluralismo politico, e gli Issa, divenuti ormai il gruppo dominante. Nel 1991 esplose la rivolta armata dei principali gruppi di opposizione degli Afar, unitisi nel Front pour la Restauration de l'Unité et de la Démocratie (FRUD). Il movimento insurrezionale riuscì in poco tempo a prendere il controllo delle regioni settentrionali di Gibuti, ponendo sotto assedio i due importanti centri di Obock e Tadjoura, collegati al resto del Paese solo via mare. Gouled rispose presentando un progetto di riforma costituzionale, in cui era stato ammesso il pluralismo politico, senza intaccare però i forti poteri presidenziali. La nuova Costituzione, insieme alla proposta di portare a quattro i partiti autorizzati a svolgere attività politica, venne approvata da un referendum popolare il 4 settembre 1992.
Nelle successive elezioni parlamentari, grazie all'esclusione dei maggiori movimenti dell'opposizione, il partito di governo conquistò tutti i seggi parlamentari a disposizione. La Francia, militarmente presente a Gibuti in virtù dell'alleanza conclusa tra i due Paesi al momento dell'indipendenza, tentò, senza successo, di trovare una soluzione concordata tra le due parti in guerra.
Il governo di Gibuti respinse ogni proposta francese, accusando il FRUD, i cui ufficiali erano stati addestrati in Etiopia, di essere al servizio del deposto presidente etiopico Menghistu. Secondo Gouled, si trattava di un'aggressione esterna e Parigi doveva intervenire militarmente in difesa del suo regime, senza tentare mediazioni politiche e diplomatiche. Solo nel 1994, dopo un periodo di tensione nei rapporti con la Francia, che pose il regime di Gouled, rieletto nel 1993, sotto una forte pressione economica e finanziaria per fargli accettare il metodo dei negoziati, si giunse a un'intesa per il cessate il fuoco e per una pace definitiva. Oltre alle pressioni francesi, furono decisive per la conclusione dell'accordo le vittorie militari del governo di Gibuti, che riconquistò nel corso del 1993 alcune importanti posizioni nel Nord del Paese, e le divisioni all'interno del FRUD tra i sostenitori dei negoziati e le fazioni più intransigenti. L'accordo raggiunto nel dicembre del 1994 prevedeva la costituzione di un governo di coalizione, l'attuazione di un'intesa per la condivisione del potere politico e amministrativo tra gli Afar e gli Issa basata sul sistema delle quote e sul decentramento, l'amnistia per gli insorti e la loro integrazione nelle forze armate.

## Le difficoltà della normalizzazione
Nonostante la ripresa della guerriglia da parte di un gruppo minoritario del FRUD guidato dall'anziano leader Afar, Ahmed Dini, nel 1997, secondo quanto previsto dall'accordo del 1994, si svolsero le elezioni parlamentari su base multipartitica. I due maggiori partiti degli Issa e degli Afar, il RPP e il FRUD, si presentarono insieme, ottenendo la maggioranza assoluta dei voti e la totalità dei seggi. Nell'aprile del 1999, dopo l'annuncio da parte di Gouled di volersi ritirare dalla vita politica, venne eletto nuovo presidente della Repubblica Ismail Omar Guelleh, nipote di Gouled e primo ministro in carica. 
Tuttavia, il ritorno alla normalità nella vita politica ed istituzionale è stato accompagnato dall'aggravarsi della tensione sociale, conseguenza della perdurante crisi economica dopo anni di guerra civile. Un problema molto grave era rappresentato dalla smobilitazione dei soldati impiegati nella guerra civile, lasciati senza stipendio per molti mesi e con una pensione militare inferiore alle promesse. Altrettanto pesante per le finanze e per l'economia di Gibuti era la presenza, secondo le stime fatte nel 1998 dall'Alto Commissariato delle Nazioni Unite per i Rifugiati, di 100.000 rifugiati etiopi e somali su una popolazione complessiva di circa 600.000 abitanti. Ma fu soprattutto la siccità, che investì tutti i Paesi del Corno d'Africa per più di sette mesi tra la fine del 1999 e l'inizio del 2000, seguita poi dalla carestia, a creare i danni maggiori e le difficoltà più gravi. Sia per la questione dei reduci di guerra, sia per i rifugiati, sia per il sostentamento della popolazione colpita dalla carestia, il governo di Gibuti dipendeva in maniera sostanziale dall'aiuto internazionale assicurato dalla Francia, dall'Unione europea e dalle Nazioni Unite.
Il 7 dicembre del 2000 una fazione delle forze di polizia, a seguito del licenziamento del comandante generale dell'arma, tentò, fallendo, un colpo di stato.

## Gli ultimi anni
Guelleh fu riconfermato nel 2005; per protesta, l'opposizione al suo governo decise di non presentarsi alla tornata elettorale, lasciandolo come unico candidato in lista. Nel 2010 il parlamento ha approvato all'unanimità una legge di modifica costituzionale che ha eliminato il limite di due mandati presidenziali e ha così permesso a Guelleh di ricandidarsi alla guida del paese e di ottenere una terza vittoria elettorale (2011), prevedibilmente riconfermata anche alle successive consultazioni presidenziali del 2016, nuovamente boicottate dalle opposizioni. L'Union pour la Majorité Présidentielle, coalizione di partiti che sostiene il presidente, ha poi conservato la sua netta maggioranza parlamentare nelle elezioni di febbraio 2013, cui hanno partecipato – dopo il boicottaggio delle precedenti consultazioni – anche le forze di opposizione riunite nell'Union pour le Salut National. Gibuti rappresenta una base logistica e operativa nella lotta all'integralismo islamico armato; dal 2003 vi stazionano forze statunitensi, che hanno affiancato la tradizionale presenza militare francese. Il Paese partecipa inoltre da dicembre 2011 alla missione dell'Unione Africana in Somalia (African Union Mission in Somalia, AMISOM).
Il presidente Guelleh è stato eletto per il quinto mandato consecutivo alla guida del paese nell'aprile 2021 con più del 98% dei voti.